# Greenwood (Indiana)
Pour les articles homonymes, voir Greenwood.
Greenwood est une ville de l'Indiana aux États-Unis, située dans le comté de Johnson, dans la banlieue sud d'Indianapolis. Sa population était de 49 791 habitants en 2010.